# Laotische Riesenkrabbenspinne

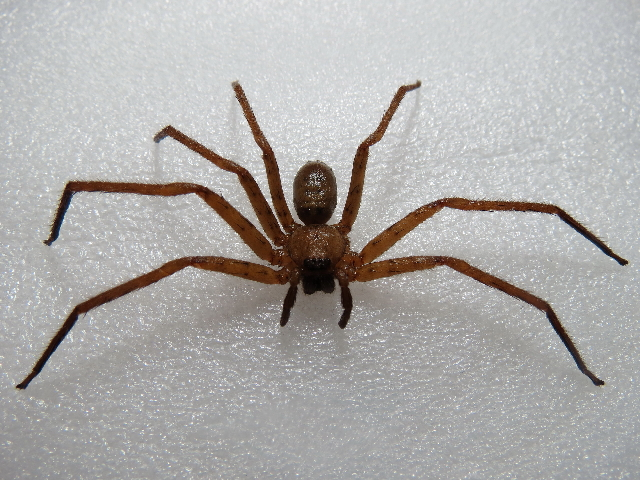

Die Laotische Riesenkrabbenspinne (Heteropoda maxima), im Deutschen auch Laotische Riesenspinne genannt, ist eine Spinne aus der Familie der Riesenkrabbenspinnen (Sparassidae) und die größte bekannte Art dieser Familie. Ferner zählt sie zu den Spinnen mit den am höchsten ausfallenden Beinspannweiten weltweit. Die Laotische Riesenkrabbenspinne kommt entsprechend ihrer Trivialnamen in Laos vor, wobei sich das Verbreitungsgebiet auf die Provinz Khammuan (Cammon) beschränkt. In ihrem Lebensraum besiedelt die Spinne hauptsächlich Höhlen. Die Augen dieser Art sind allerdings im Gegensatz zu denen anderer höhlenbewohnender Spinnen nicht reduziert.

## Merkmale
Auffälligstes Merkmal der Art ist ihre außergewöhnliche Größe. Weibchen erreichen eine Körperlänge von bis zu 46 Millimetern, Männchen bleiben etwas kleiner und haben eine Körperlänge von etwa 30 Millimetern. Die Beinspannweite liegt zwischen 25 und 30 Zentimetern. Beide Geschlechter sind gleichfarbig. Die Grundfarbe ist bräunlich-gelb. Der Vorderkörper (Prosoma) weist im vorderen Bereich mehrere unregelmäßige dunkle Flecken und eine dunkle Fovea auf. Hinter der Fovea liegt ein dunkles und direkt dahinter ein helles Querband. Der Hinterleib (Opisthosoma) ist etwas dunkler als der Vorderkörper und weist zwei Paar dunklerer Vertiefungen, aber keine auffällige Musterung auf. Die Cheliceren, das Labium und die Coxen der Pedipalpen sind dunkelrotbraun. Die Beine sind geringelt und weisen insbesondere am Außenrand der Femora dunkle Flecken auf.

### Aufbau der Geschlechtsorgane
Bei den Spinnenmännchen ist das jeweils letzte Glied der beiden Pedipalpen, ursprünglich das Fußglied, in ein meist dreiteiliges Palpenorgan umgebaut. Dieses Palpenorgan wird Bulbus genannt und enthält im Inneren einen Hohlraum für den Transport des Spermas. Dabei bedeckt das erste Sklerit, das Cymbium, das mittlere Sklerit des Bulbus, welches Tegulum genannt wird. Bei der Laotischen Riesenkrabbenspinne ist das Cymbium dreimal so lang wie das Tegulum. An der Spitze des Bulbus folgt der Embolus, das eigentliche Sperma übertragende Organ.
Die Epigyne (äußeres weibliches Geschlechtsorgan) der Spinnenweibchen besteht aus mehreren sklerotisierten Teilen, nämlich einer Abdeckung und einer Einführöffnung, und sitzt an der Bauchseite des Hinterleibes (Opisthosoma). In diese Öffnung passt wie ein Schlüssel nur das männliche sekundäre Geschlechtsorgan, der Embolus am Pedipalpus des Männchens. Die Epigyne der Laotischen Riesenkrabbenspinne weist zwei charakteristische, nach vorne gerichtete bandartige Fortsätze auf.

### Ähnliche Arten
Der Laotischen Riesenkrabbenspinne sehr ähnlich sind die ebenfalls höhlenbewohnenden Arten Heteropoda aemulans, ebenfalls mit sehr langen Beinen, aber kleiner im Bau des Prosomas und des Opisthosomas, und Heteropoda steineri, mit wesentlich kleineren Augen als die Laotische Riesenkrabbenspinne.

## Lebensweise
Die Laotische Riesenkrabbenspinne erscheint sehr groß, was aber hauptsächlich an ihrer Beinspannweite liegt. Ihre Beine sind dünn und dienen der schnellen Fortbewegung. Sie lebt wie nahezu alle Spinnen räuberisch. Es werden keine Fangnetze hergestellt, sondern die Beutetiere werden freilaufend erlegt. Die Augen dieser Art sind allerdings im Gegensatz zu denen anderer höhlenbewohnender Spinnen, beispielsweise der verwandten Art Sinopoda microphthalma, nicht reduziert. Dies deutet darauf hin, dass die Spinne nicht ausschließlich im Dunkel in der Tiefe der Höhlen lebt, sondern auch und besonders am Höhleneingang, in kleineren Grotten oder selbst im Freien gefunden werden kann. Neben der visuellen Wahrnehmung spürt die Spinne ihre Beute hauptsächlich durch die Vibrationen, die diese verursacht, auf. Wie fast alle Spinnen ist auch Heteropoda maxima giftig und versetzt ihrer Beute einen Giftbiss mittels ihrer Cheliceren (Kieferklauen). Die bewegungsunfähige Beute wird dann von der Spinne verzehrt.
Das Gift reicht nicht aus, um einen Menschen ernsthaft zu gefährden. Die Laotische Riesenkrabbenspinne gilt daher als für den Menschen ungefährlich. Es wird in der Gegend, in der sie lebt, auch nichts über Bisse berichtet, da sie eher die Flucht ergreift.